# Can Bova de Sant Jaume
Can Bova de Sant Jaume és una obra d'Argentona (Maresme) protegida com a Bé Cultural d'Interès Local.

## Descripció
Casa de pagès de planta baixa i pis, feta en dos fases molt diferenciades. La part de tramuntana, a tocar del camí, es compon de dos cossos de reduïdes dimensions amb un pis, amb frontó lateral.
En aquest espai, que és el més antic, s'hi troba la cuina i el forn de pa. L'entrada es feia antigament per una porta al davant del safareig, on avui hi ha una finestra.
A la part de ponent hi ha un cos de planta baixa destinat a celler. Caietà Carreras feu fer importants obres de reforma i ampliació en la masia el 1866, afegint un cos de grans dimensions a la banda de migdia, amb pis, que actualment serveix d'entrada a la masia.